# Línea 523 (Interurbanos Madrid)
La línea 523 de la red de autobuses interurbanos de Madrid une el intercambiador de Príncipe Pío (Madrid) con el barrio de Villafontana (Móstoles).

## Características
Está operada por Arriva Madrid mediante la concesión administrativa VCM-501 - Madrid – Batres (Viajeros Comunidad de Madrid) del Consorcio Regional de Transportes de Madrid.
Desde el miércoles 15 de enero de 2025, la línea se vio modificada como consecuencia del soterramiento del Paseo de Extremadura, acortando su recorrido hasta Cuatro Vientos, donde los autobuses del corredor 5 tendrán su cabecera provisional mientras duren las obras.

### Frecuencias
| Lunes a viernes laborables lectivos (1 sept. - 31 julio)    |
| A 6:00 - 6:10 - 6:30 - 6:50                                 |
| De 7:07 a 13:40 cada 5-10 minutos                           |
| De 13:40 a 22:10 cada 6 minutos                             |
| A 22:17 - 22:25 - 22:35 - 22:45 - 22:55 - 23:05             |
| De 23:15 a 24:00 cada 15 minutos                            |
| A 0ː15* - 0ː30* - 0ː45* - 1ː00*                             |
| Lunes a viernes laborables no lectivos (1 sept. - 31 julio) |
| De 6ː00 a 13ː00 cada 7-15 minutos                           |
| De 13ː30 a 22ː30 cada 8-10 minutos                          |
| De 22ː30 a 24ː00 cada 15 minutos                            |
| A 0ː15* - 0ː30* - 0ː45* - 1ː00*                             |
| Lunes a viernes laborables (Agosto)                         |
| De 6ː00 a 24ː00 cada 10-15 minutos                          |
| A 0ː15* - 0ː30* - 0ː45* - 1ː00*                             |
| Sábados laborables (1 sept. - 15 julio)                     |
| A 6:22 - 6:37 - 6:52 - 7:07 - 7:25                          |
| De 7:45 a 24:00 cada 15 minutos                             |
| A 0ː15* - 0ː30* - 0ː45* - 1ː00*                             |
| Sábados laborables (16 julio - 31 agosto)                   |
| De 6:20 a 23:50 cada 20-25 minutos                          |
| A 0ː10* - 0ː30* - 0ː50*                                     |
| Domingos y festivos                                         |
| De 6ː40 a 8ː20 cada 20 minutos                              |
| A 8ː45                                                      |
| De 9ː10 a 23ː50 cada 20 minutos                             |
| A 0ː10* - 0ː30* - 0ː50*                                     |
| *Salen de la Glorieta de San Vicente.                       |

| Lunes a viernes laborables lectivos (1 sept. - 31 julio)    |
| A 5:15 - 5:22 - 5:37 - 5:50                                 |
| De 6ː00 a 9ː30 cada 5-7 minutos                             |
| De 9ː30 a 12ː40 cada 10 minutos                             |
| De 12ː40 a 21ː22 cada 6 minutos                             |
| De 21ː30 a 23ː15 cada 10-15 minutos                         |
| A 23ː30* - 23ː45* - 24ː00* - 0ː15*                          |
| Lunes a viernes laborables no lectivos (1 sept. - 31 julio) |
| De 5ː22 a 12ː44 cada 7-15 minutos                           |
| De 12ː44 a 21ː00 cada 8-9 minutos                           |
| De 21ː00 a 23ː15 cada 10-15 minutos                         |
| A 23ː30* - 23ː45* - 24ː00* - 0ː15*                          |
| Lunes a viernes laborables (Agosto)                         |
| De 5ː22 a 23ː15 cada 10-15 minutos                          |
| A 23ː30* - 23ː45* - 24ː00* - 0ː15*                          |
| Sábados laborables (1 sept. - 15 julio)                     |
| De 5ː45 a 23ː15 cada 15 minutos                             |
| A 23ː30* - 23ː45* - 24ː00* - 0ː15*                          |
| Sábados laborables (16 julio - 31 agosto)                   |
| A 5ː45                                                      |
| De 6ː00 a 23ː00 cada 20 minutos                             |
| A 23ː20* - 23ː40* - 24ː00*                                  |
| Domingos y festivos                                         |
| De 6ː00 a 23ː00 cada 20 minutos                             |
| A 23ː20* - 23ː40* - 24ː00*                                  |
| *Llegan a la Glorieta de San Vicente.                       |

## Recorrido y paradas
NOTA: Debido a las obras de soterramiento de la autovía A-5, las paradas sombreadas en rojo se encuentran fuera de servicio, desde el 15 de enero de 2025 hasta fin de obras.

### Sentido Móstoles
| Código                                                     | Parada                                            | Común con                                                                                         | Conexiones con Metro y Cercanías | Municipio | Zona |
| ---------------------------------------------------------- | ------------------------------------------------- | ------------------------------------------------------------------------------------------------- | -------------------------------- | --------- | ---- |
| 17051                                                      | Intercambiador de Príncipe Pío (dársenas 12 y 13) |                                                                                                   | Príncipe Pío                     | Madrid    |      |
| Cabecera de las expediciones que salen desde la superficie |                                                   |                                                                                                   |                                  |           |      |
| 8372                                                       | Glorieta San Vicente                              | 512 522 N501 N502 N503                                                                            | Príncipe Pío                     | Madrid    |      |
| Paradas del itinerario normal                              |                                                   |                                                                                                   |                                  |           |      |
| 881                                                        | Paseo de Extremadura-El Greco                     | 36 39 65 511 512 513 514 516 518 521 522 524 525 528 534 538 539 541 545 546 547 548 551 581      |                                  | Madrid    |      |
| 892                                                        | Campamento                                        | 36 39 495 511 512 513 514 516 518 521 522 524 525 528 534 538 539 541 545 546 547 548 551 573 581 | Campamento                       | Madrid    |      |
| 50049                                                      | P.º Extremadura - Cuatro Vientos                  | 495 511 512 513 514 516 517 518 521 522 524 525 528 534 538 539 551 560 581                       | Cuatro Vientos                   | Madrid    |      |
| 08376                                                      | Ctra. A5 - Museo del Aire y del Espacio           | 511 512 513 514 516 517 518 521 522 524 525 528 534 538 539 560                                   |                                  | Madrid    |      |
| 08982                                                      | Av. Cosme Gª Saenz - Centro Exámenes DGT          | 522                                                                                               |                                  | Móstoles  |      |
| 11264                                                      | Margarita - Orquídea                              | 521                                                                                               |                                  | Móstoles  |      |
| 11885                                                      | Margarita - Crisantemo                            | 521 529 529A 531 531A 4                                                                           |                                  | Móstoles  |      |
| 11266                                                      | Av. Alcalde de Móstoles - Pintor Velázquez        | 521 529 529A 529H 531 531A 4                                                                      |                                  | Móstoles  |      |
| 09702                                                      | Av. Alcalde de Móstoles - Bécquer                 | 521 526 529 529A 529H 531 531A                                                                    |                                  | Móstoles  |      |
| 11268                                                      | Av. ONU - Parque Levante                          |                                                                                                   |                                  | Móstoles  |      |
| 08566                                                      | Av. ONU - Barcelona                               | 1                                                                                                 |                                  | Móstoles  |      |
| 11887                                                      | Av. Carlos V - Camino de Leganés                  | 1                                                                                                 |                                  | Móstoles  |      |
| 08564                                                      | Av. Carlos V - Empecinado                         | 1                                                                                                 |                                  | Móstoles  |      |
| 08613                                                      | Av. Carlos V - Liceo Villafontana                 | 1                                                                                                 |                                  | Móstoles  |      |
| 08592                                                      | Av. Carlos V - Veracruz                           | 1                                                                                                 |                                  | Móstoles  |      |
| 11491                                                      | Av. Carlos V - Camino de Humanes                  | 1                                                                                                 |                                  | Móstoles  |      |
| 11272                                                      | C.º de Humanes - Alfonso XII                      | 4                                                                                                 |                                  | Móstoles  |      |
| 08581                                                      | Las Palmas - C.º Humanes                          | 1                                                                                                 |                                  | Móstoles  |      |
| 15623                                                      | Desarrollo - Las Palmas                           |                                                                                                   |                                  | Móstoles  |      |
| 15624                                                      | Alfonso XII - Nápoles                             |                                                                                                   |                                  | Móstoles  |      |
| 10872                                                      | Moraleja de Enmedio - Alfonso XII                 | 2                                                                                                 |                                  | Móstoles  |      |
| 11327                                                      | Moraleja de Enmedio - Yolanda González            | 2                                                                                                 |                                  | Móstoles  |      |
| 18079                                                      | P.º Arroyomolinos - Río Guadalquivir              | 520 521                                                                                           |                                  | Móstoles  |      |
| 11363                                                      | P.º Arroyomolinos - E Polígono Industrial 1       | 520 521                                                                                           |                                  | Móstoles  |      |

### Sentido Madrid
| Código                                                     | Parada                                            | Común con                                                                                  | Conexiones con Metro y Cercanías | Municipio | Zona |
| ---------------------------------------------------------- | ------------------------------------------------- | ------------------------------------------------------------------------------------------ | -------------------------------- | --------- | ---- |
| 11329                                                      | E Polígono Industrial 1 - Av. Cámara de Industria | 520 521                                                                                    |                                  | Móstoles  |      |
| 12021                                                      | E Polígono Industrial 1 - Moraleja de Enmedio     | 520 521                                                                                    |                                  | Móstoles  |      |
| 11328                                                      | Moraleja de Enmedio - Desarrollo                  | 520 521 2                                                                                  |                                  | Móstoles  |      |
| 10873                                                      | Moraleja de Enmedio - Grecia                      | 520 521 2                                                                                  |                                  | Móstoles  |      |
| 11275                                                      | Moraleja de Enmedio - Roma                        |                                                                                            |                                  | Móstoles  |      |
| 09707                                                      | Las Palmas - Desarrollo                           | 1                                                                                          |                                  | Móstoles  |      |
| 08582                                                      | Las Palmas - C.º Humanes                          | 1                                                                                          |                                  | Móstoles  |      |
| 11273                                                      | C.º de Humanes - Alfonso XII                      | 4                                                                                          |                                  | Móstoles  |      |
| 11269                                                      | Av. Carlos V - Camino de Humanes                  | 1                                                                                          |                                  | Móstoles  |      |
| 08593                                                      | Av. Carlos V - Colegio                            | 1                                                                                          |                                  | Móstoles  |      |
| 08616                                                      | Av. Carlos V - Liceo Villafontana                 | 1                                                                                          |                                  | Móstoles  |      |
| 08563                                                      | Av. Carlos V - Empecinado                         | 1                                                                                          |                                  | Móstoles  |      |
| 11886                                                      | Av. Carlos V - Instituto                          | 1                                                                                          |                                  | Móstoles  |      |
| 08565                                                      | Av. ONU - Estoril                                 | 1                                                                                          |                                  | Móstoles  |      |
| 08554                                                      | Av. ONU - Parque Levante                          | 521 1                                                                                      |                                  | Móstoles  |      |
| 09701                                                      | Av. Alcalde de Móstoles - Bécquer                 | 526 529 529A 529H 531 531A                                                                 |                                  | Móstoles  |      |
| 11267                                                      | Av. Alcalde de Móstoles - Pintor Velázquez        | 529 529A 529H 531 531A 4                                                                   |                                  | Móstoles  |      |
| 11884                                                      | Margarita - Av. Alcalde de Móstoles               | 529 529A 531 531A 4                                                                        |                                  | Móstoles  |      |
| 11265                                                      | Margarita - Gta. Los Jazmines                     | 529 529A 531 531A 4                                                                        |                                  | Móstoles  |      |
| 08377                                                      | Ctra. A5 - Museo del Aire y del Espacio           | 511 512 513 514 516 517 518 521 522 524 525 528 534 538 539 560                            |                                  | Madrid    |      |
| 08464                                                      | P.º Extremadura - Cuatro Vientos                  | 495 511 512 513 514 516 517 518 521 522 524 525 528 534 538 539 551 560 581                | Cuatro Vientos                   | Madrid    |      |
| 893                                                        | Campamento                                        | 39 495 511 512 513 514 516 518 521 522 524 525 528 534 538 539 541 545 546 547 548 551 581 | Campamento                       | Madrid    |      |
| 885                                                        | Surbatán                                          | 36 39 511 512 513 514 516 518 521 522 524 525 528 534 538 539 541 545 546 547 548 551 581  |                                  | Madrid    |      |
| Terminal de las expediciones que terminan en la superficie |                                                   |                                                                                            |                                  |           |      |
| 8372                                                       | Glorieta San Vicente                              | 512 522 N501 N502 N503                                                                     | Príncipe Pío                     | Madrid    |      |
| Terminal del itinerario normal                             |                                                   |                                                                                            |                                  |           |      |
| 17051                                                      | Intercambiador de Príncipe Pío (dársenas 12 y 13) |                                                                                            | Príncipe Pío                     | Madrid    |      |